# Xanthia austauti
Xanthia austauti is een vlinder uit de familie uilen (Noctuidae). De wetenschappelijke naam is voor het eerst geldig gepubliceerd in 1881 door Oberthur.
De soort komt voor in Europa.